# Wojciech Kloc
Wojciech Jan Kloc – polski chirurg, dr hab. nauk medycznych, profesor i kierownik Katedry Psychologii i Socjologii Zdrowia oraz Zdrowia Publicznego, Szkoły Zdrowia Publicznego Uniwersytetu Warmińsko-Mazurskiego w Olsztynie.

## Życiorys
W 1983 ukończył studia medyczne w Akademii Medycznej w Gdańsku, 17 listopada 1993 obronił pracę doktorską Analiza kliniczna i ocena skuteczności leczenia operacyjnego samoistnych krwiaków śródmózgowych, 13 maja 1999 habilitował się na podstawie pracy zatytułowanej Analiza skuteczności mikrochirurgicznego leczenia lędźwiowych przepuklin jądra miażdżystego (na przykładzie 151 kolejno operowanych przypadków). 9 maja 2018 uzyskał tytuł profesora nauk medycznych.
Pracował w Katedrze i Klinice Neurochirurgii na Wydziale Lekarskim Akademii Medycznej w Gdańsku oraz na Wydziale Zamiejscowym w Sopocie Szkole Wyższej Psychologii Społecznej w Warszawie. Jest profesorem i kierownikiem Katedry Psychologii i Socjologii Zdrowia oraz Zdrowia Publicznego (dawn. Katedra Psychologii i Nauk Społecznych w Medycynie) w Collegium Medicum Uniwersytetu Warmińsko-Mazurskiego.